# Clauert-Rundweg

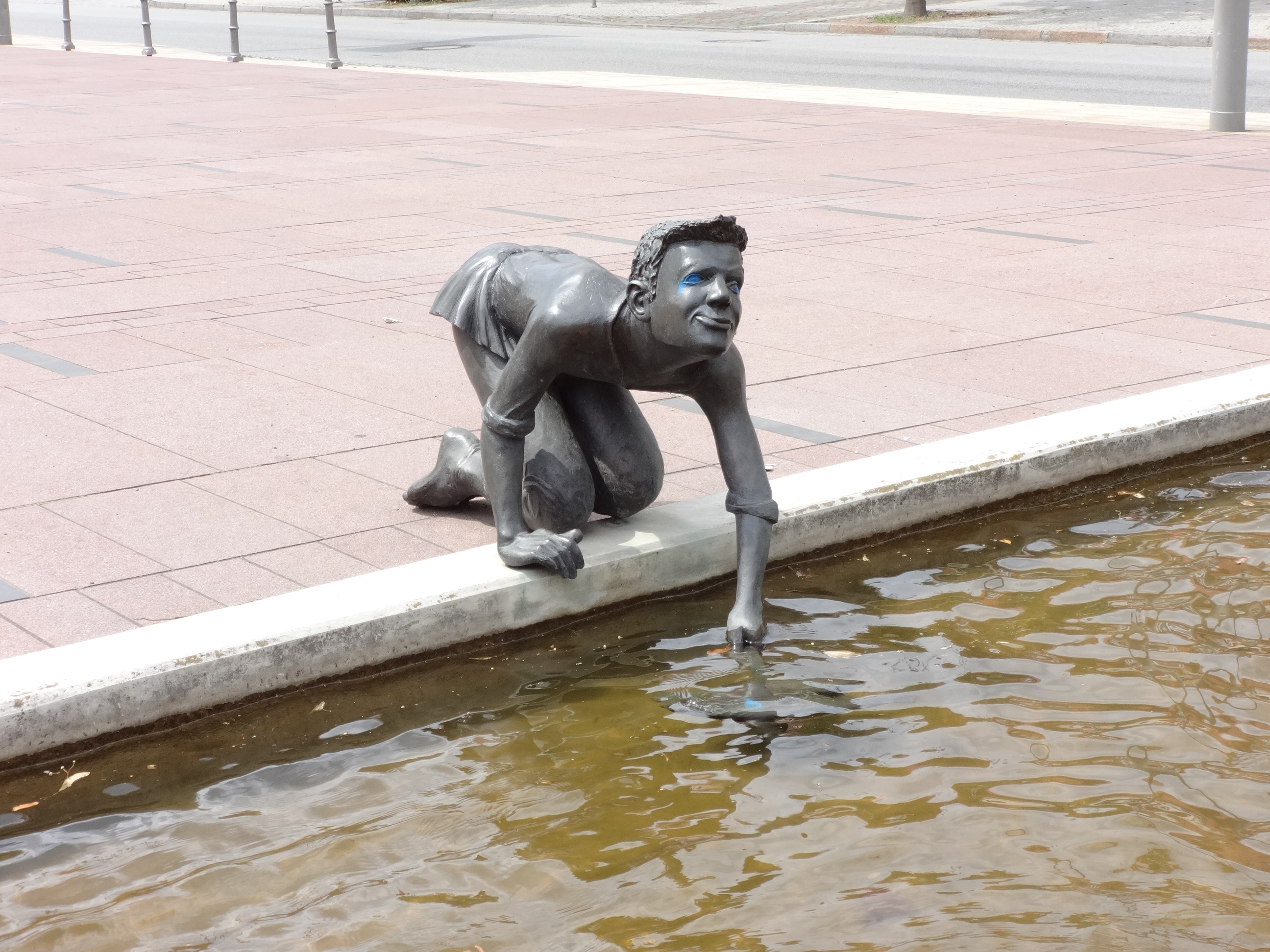
Skulptur von Hans Clauert in Trebbin

Der Clauert-Rundweg (auch Clauert-Rundgang genannt) ist ein touristischer Lehrpfad in Trebbin, einer amtsfreien Stadt im Landkreis Teltow-Fläming in Brandenburg.

## Hintergrund und Aufbau

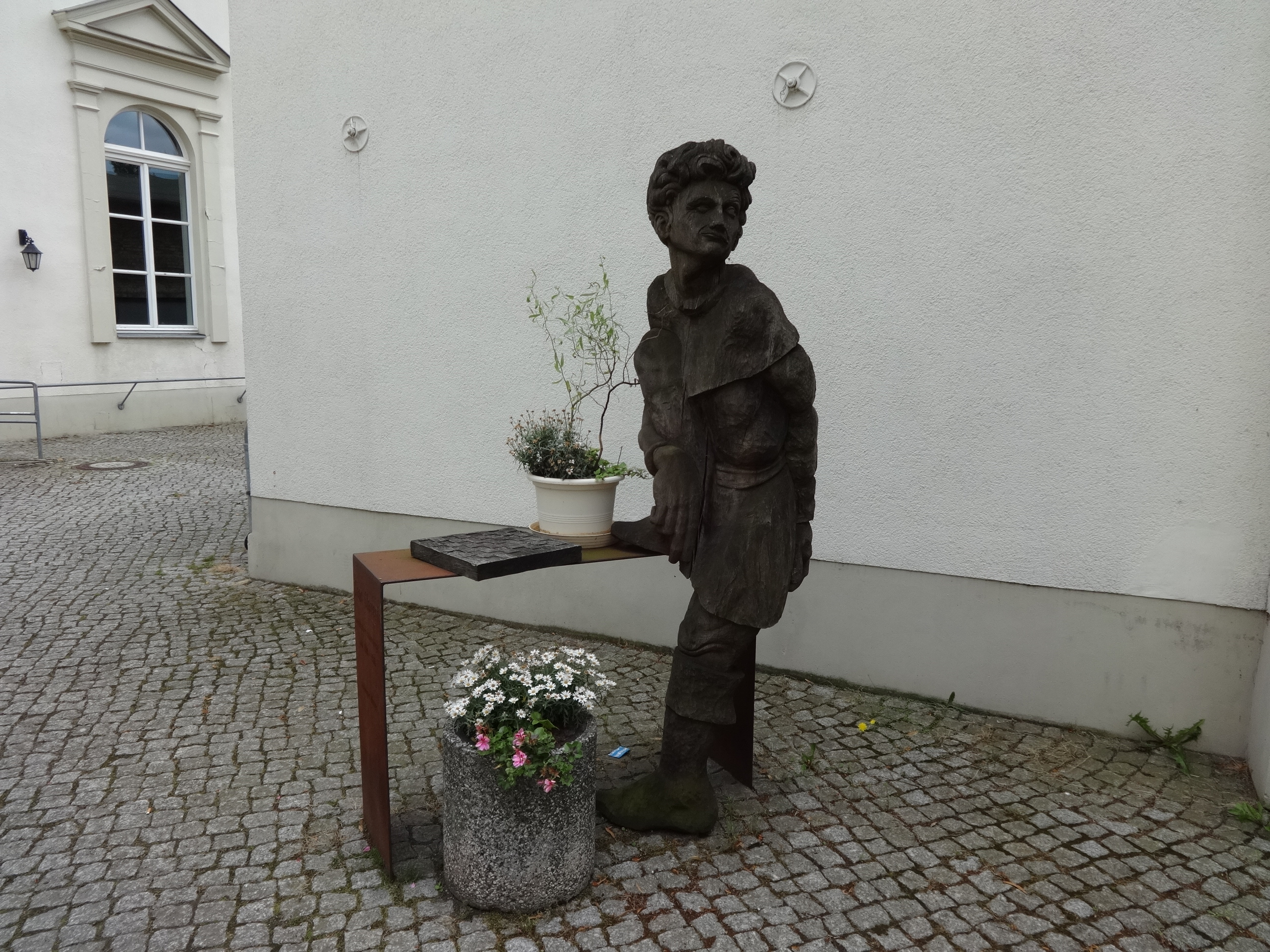
Clauert-Statue

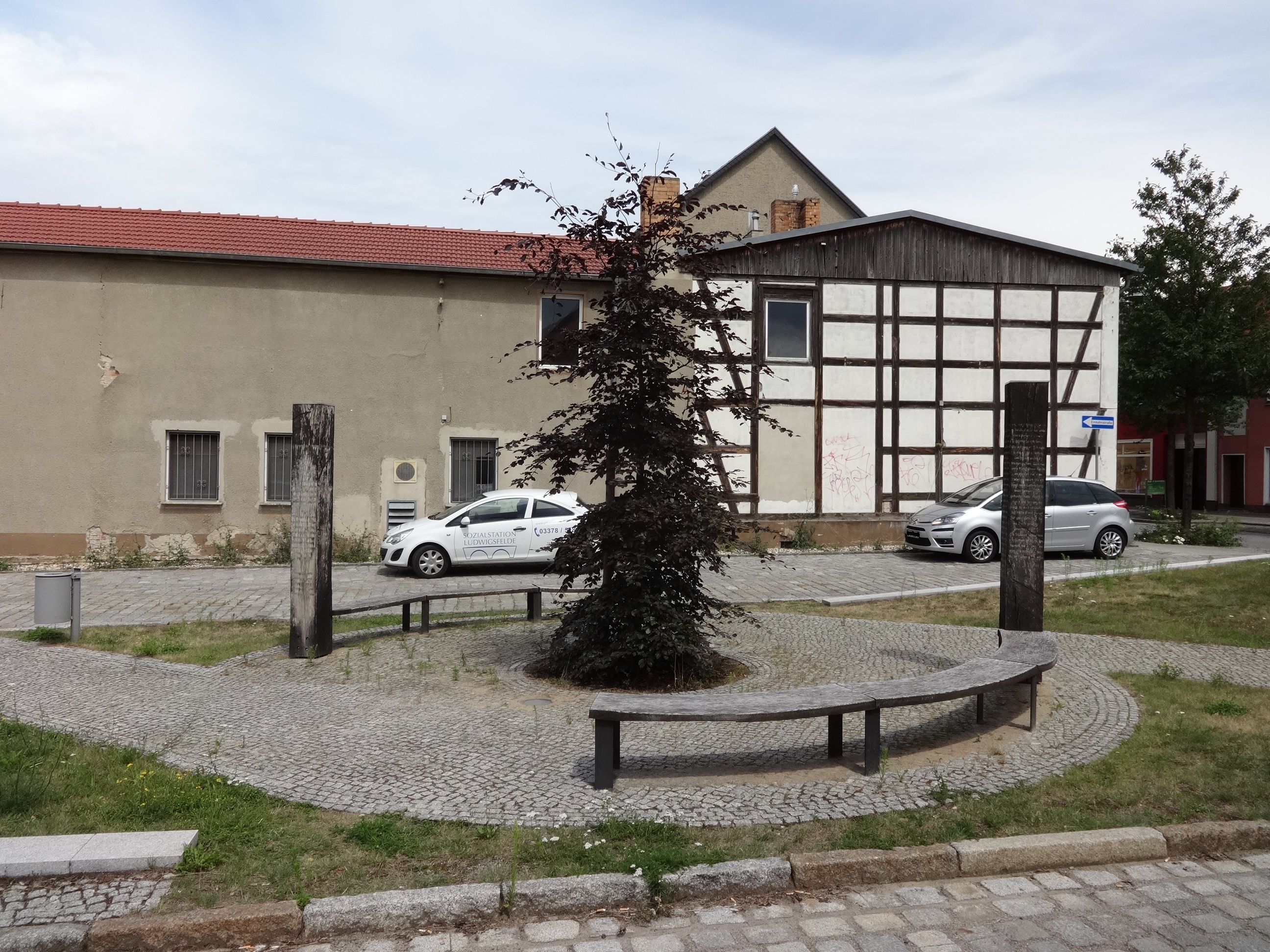
Zwinger

Hans Clauert (* um 1506; † 1566) gilt als der märkische Eulenspiegel und war ein Bürger der Stadt. Sie trägt ihm zu Ehren den inoffiziellen Titel Clauertstadt. Ein Rundweg führt zu ehemaligen Wirkungsstätten Clauerts, die teilweise unter Denkmalschutz stehen. Die Stadt hat darüber hinaus an markanten Orten einige Plastiken aus Holz und Bronze aufstellen lassen, die Clauert und sein Werk zeigen. Sie stammen vom Holzbildhauer Christoph Gramberg, der die Stücke seit 2005 im Auftrag der Stadt herstellt.

## Stationen
Trebbin gibt als Ausgangspunkt für den Rundweg die St. Annenkapelle an. Sie ist das älteste Gebäude der Stadt und entstand im 15. Jahrhundert als Hospitalkirche. Der Überlieferung zufolge starb Clauert in dem damals noch vorhandenen, angrenzenden Hospital im Jahr 1566 an der Pest. In seiner Geschichte Wie Clauert sein Ende genommen beschreibt er, dass er im Sterben liegend dem Herren von Thümen einen Streich gespielt haben soll. Der Weg führt anschließend über die Berliner Straße zu den Clauert Stuben. In dem heute als Restaurant genutzten Gebäude befand sich im 16. Jahrhundert bereits eine Gaststätte, die Clauert häufig aufgesucht haben soll. Dort entstand die Geschichte Wie Clauert von einer Magd betrogen wurde. Ein Relief am Gebäude erinnert an ihn. Südöstlich befindet sich der Clauert-Platz mit einer Holzstatue des Lebenskünstlers. Die Geschichte Wie Clauert der Stadt Trebbin viel Holz verschaffte und das Damebrett in ihr Wappen brachte beschreibt Clauerts Wirken bei der Verteilung des umliegenden Waldes an die Stadt. Das Damebrett ist Bestandteil der Geschichte und im Stadtwappen zu sehen. Nordöstlich der Statue befindet sich das Clauert-Haus mit Wandbehang. Hier erinnert eine Wandbemalung an das unstete Leben des Schalks. Geht man die Goethestraße weiter entlang, so führt der Weg am Gebäude des Heimatvereins vorbei. Dieser beschäftigt sich seit seiner Gründung im Jahr 2002 mit der Geschichte der Stadt und mit Hans Clauert. Am Markt befindet sich ein Brunnen mit einer bronzenen Plastik Clauerts. Sie soll an Eine Geschichte von Clauert, mit der er oft die Leute vom Schlag ermunterte und wach machte erinnern und zeigt ihn, kniend mit einer im Wasser befindlichen Pfanne, auf der zwei Fische liegen. Weiter westlich befindet sich im Ratskeller eine Deckenmalerei des Künstlers Alexander Noskoff, der für sein Werk eine Ausgabe der Clauert-Geschichten von Kristian Kraus aus dem Jahr 1937 als Vorlage nahm. Im Rathaus selbst brachte der Maler Martin Jamborsky im Jahr 1987 eine Wandmalerei mit Clauert-Bezug an. Folgt man der Luckenwalder Straße Richtung Westen, gelangt man zum Gelände der ehemaligen Trebbiner Burg aus dem 11. Jahrhundert. Diese wurde im Dreißigjährigen Krieg zerstört. Das Gelände steht unter Denkmalschutz. Geht man vom Marktplatz aus in nördlicher Richtung gelangt man in die Fischerstraße, die als älteste Straße der Stadt gilt. Südwestlich der Straße befindet sich die letzte Station des Rundwegs, die Clauert-Stelen am Zwinger. Dort sind zwei Stelen aufgestellt. Eine beschreibt Szenen aus dem Leben Clauerts, die zweite erzählt die Geschichte Wie Clauert drei Studenten gen Berlin führte.